# Bộ tăng áp động cơ

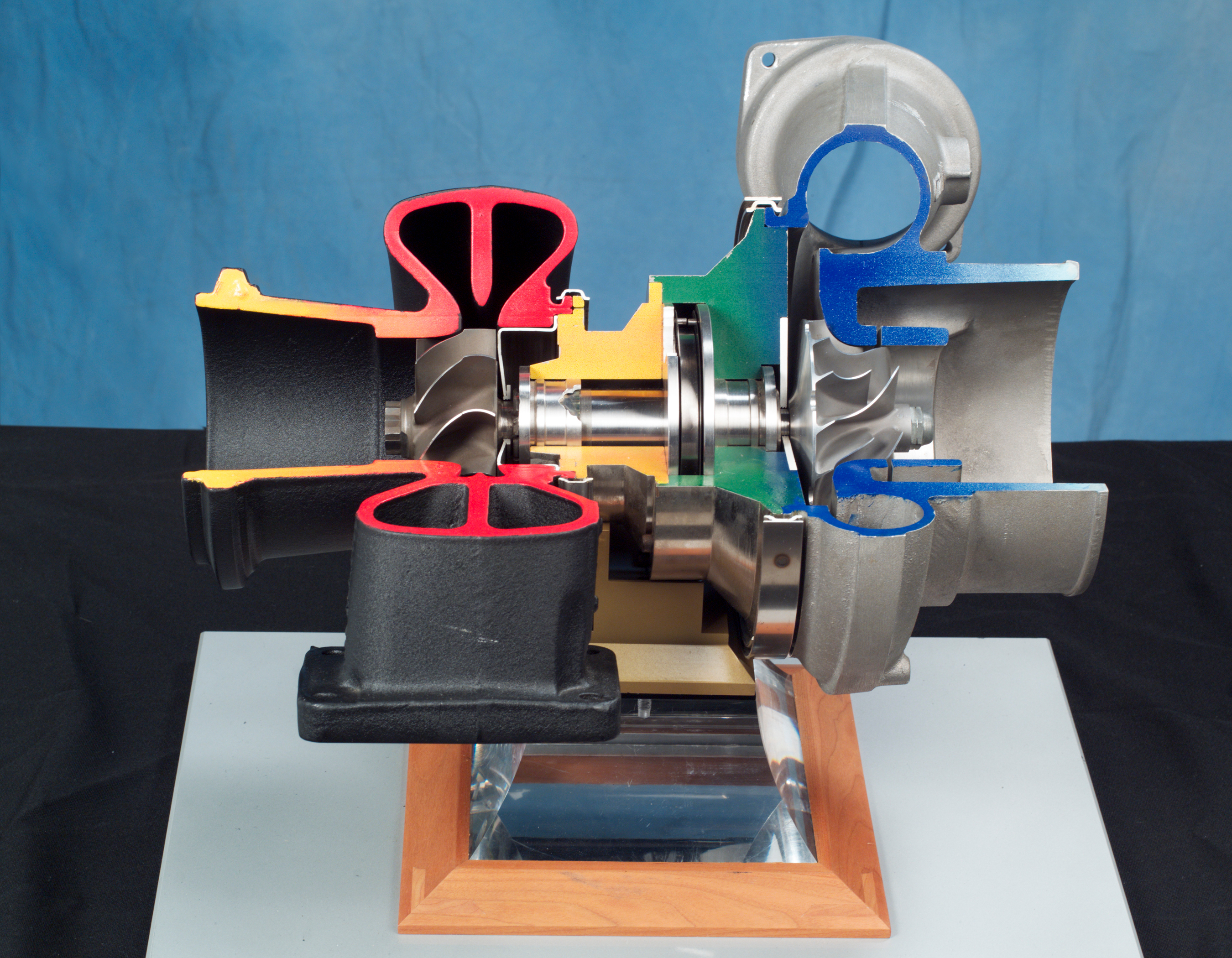
Hình ảnh cắt ngang một bộ tăng áp đỡ bằng đệm lá kim loại sản xuất bởi Mohawk Innovative Technology

Bộ tăng áp động cơ (tiếng Anh: Turbocharger) là hệ thống nạp nhiên liệu cưỡng bức trong động cơ để một động cơ có kích thước nhất định tạo nhiều công suất hơn. Bộ tăng áp khác với bơm tăng nạp thông thường ở chỗ bộ tăng nạp được chạy bằng lực kéo cơ khí của động cơ thông dây cu roa nối với maniven còn bộ tăng áp động cơ được chạy bằng năng lượng khí thải tua bin. Bộ tăng áp được gắn vào họng xả động cơ, khi động cơ hoạt động, khí xả làm quay tua bin của nó, tua bin này vận hành máy nén (lắp giữa bộ lọc gió và họng nạp nhiên liệu) máy nén nạp nhiên liệu cho động cơ, khí xả thoát ra từ động cơ thổi vào các cánh tuốc bin làm quay tua bin, vì thế lượng khí thải càng đi qua tua bin càng nhiều thì tua bin quay càng nhanh.
Bộ tăng áp động cơ thường được dùng cho xe tải, xe hơi, tàu hoả và các máy xây dựng. Các bộ tăng áp thường dùng với động cơ đốt trong chu kỳ Otto, chu kỳ diesel. Chúng cũng tỏ ra hữu ích trong tế bào nhiên liệu.
Lợi điểm của việc nén nhiên liệu là xy lanh được nạp nhiều nhiên liệu hơn, vì thế công suất máy sẽ tăng. Động cơ tăng áp luôn mạnh hơn động cơ không tăng áp có cùng dung tích xy lanh.
Bộ tăng áp hoạt động dựa vào luồng khí thải tạo ra khi động cơ hoạt động. Khí thải được dẫn qua bộ tăng áp làm quay một tua bin, tua bin này quay máy nén khí. Tua bin quay với tốc độ rất cao, lên đến 150.000 vòng phút (gấp 30 lần tốc độ của hầu hết các động cơ ô tô hiện nay). Bộ tăng áp gắn với họng xả động cơ nên nhiệt độ làm việc của tua bin rất cao.
Bộ tăng áp giúp động cơ đốt cháy nhiều nhiên liệu hơn bằng cách nén thêm nhiên liệu vào xy lanh trong mỗi chu kỳ nổ. Một bộ tăng áp có thể tăng áp suất hút nhiên liệu lên 6 đến 8 psi (đơn vị đo áp suất: cân Anh trên mỗi phân vuông) Vì áp suất không khí khoảng 14,7 psi nên động cơ sẽ nạp thêm 50% nhiên liệu. Công suất động cơ sẽ tăng khoảng 30-40%.